# فرودگاه سنتنیال
فرودگاه سنتنیال (به انگلیسی: Centennial Airport) یک فرودگاه است . این فرودگاه در کشور ایالات متحده آمریکا قرار دارد .

## شرکت‌های هواپیمایی و مقصدهای پروازی

### مسافری
| شرکت‌های هواپیمایی                                              | مقصدهای پروازی          |
| -------------------------------------------------------------- | ----------------------- |
| Denver Air Connection اجرا توسط Key Lime Air dba Elite Airways | چارتر: محلی گرند جانکشن |

### باری
| شرکت‌های هواپیمایی   | مقصدهای پروازی                    |
| ------------------- | --------------------------------- |
| AirNet Express      | ریکن‌بیکر، دی موین، آیووا، پورتلند |
| Western Air Express | سالت‌لیک‌سیتی                       |